# Limonia (Limoniidae)
Pour les articles homonymes, voir Limonia.
Agelia, Ataracta, Corethrium, Limnobia
Genre
Synonymes
- Agelia Rafinesque 1815,
- Ataracta Loew 1850,
- Corethrium Westwood 1854,
- Limnobia Meigen 1818

Limonia est un genre d'insectes diptères nématocères de la famille des Limoniidae (une famille de tipules). Le genre compte plus de 200 espèces et semble répandu dans le monde entier. 

## Présentation
Les espèces de Limonia se rencontrent dans de nombreux types d’habitats. Les larves vivent majoritairement dans la litière des feuilles ou la couche supérieure du sol, mais aussi dans les champignons et le bois en décomposition, où elles se nourrissent principalement d’algues. 

## Synonymes
- Agelia Rafinesque 1815,
- Ataracta Loew 1850,
- Corethrium Westwood 1854,
- Limnobia Meigen 1818[3]

## Espèces européennes
On en compte 23 en Europe. 
- Limonia hercegovinae
- Limonia interjecta
- Limonia  macrostigma
- Limonia maculicosta
- Limonia maculicosta
- Limonia masoni
- Limonia messaurea
- Limonia nigropunctata
- Limonia nubeculosa
- Limonia pabulina
- Limonia pannonica
- Limonia phragmitidis
- Limonia splendens
- Limonia stigma
- Limonia subaequalis
- Limonia sylvicola
- Limonia taurica
- Limonia trivittata

## Espèces fossiles
Selon Paleobiology Database, en 2022, les espèces fossiles s'établissent à 16 espèces :
- †Limonia albertensis Krzemiński et Teskey 1987
- †Limonia antiqua Statz 1934
- †Limonia cingulata Heer 1849
- †Limonia deferi Théobald 1937
- †Limonia deleta Giebel 1856
- †Limonia dillonae Gelhaus et Johnson 1996
- †Limonia formosa Heer 1849
- †Limonia horioni Statz 1934
- †Limonia luca Krzemiński et Gentilini 1992
- †Limonia murchisoni Heer 1856
- †Limonia pertinax Westwood 1854
- †Limonia skalskii Krzemiński 1998
- †Limonia spilota Cockerell 1921
- †Limonia tenuis Heer 1849
- †Limonia theobaldi Piton 1940
- †Limonia vetusta Heer 1849

## Biologie
« Le g. Limnobia comprend actuellement plus de 200 espèces, il a une extension universelle. Les adultes vivent dans les endroits humides, dans les sous-bois marécageux. Les larves se nourrissent de débris végétaux en décomposition ou de champignons.. »

## Galerie

Espèces vivantes du genre Limonia.
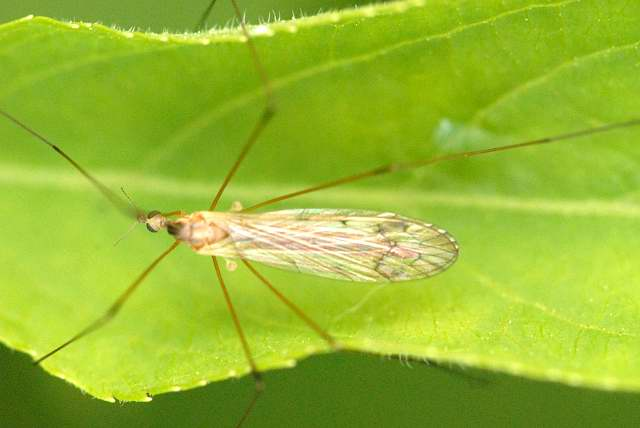
Limonia dilutior.
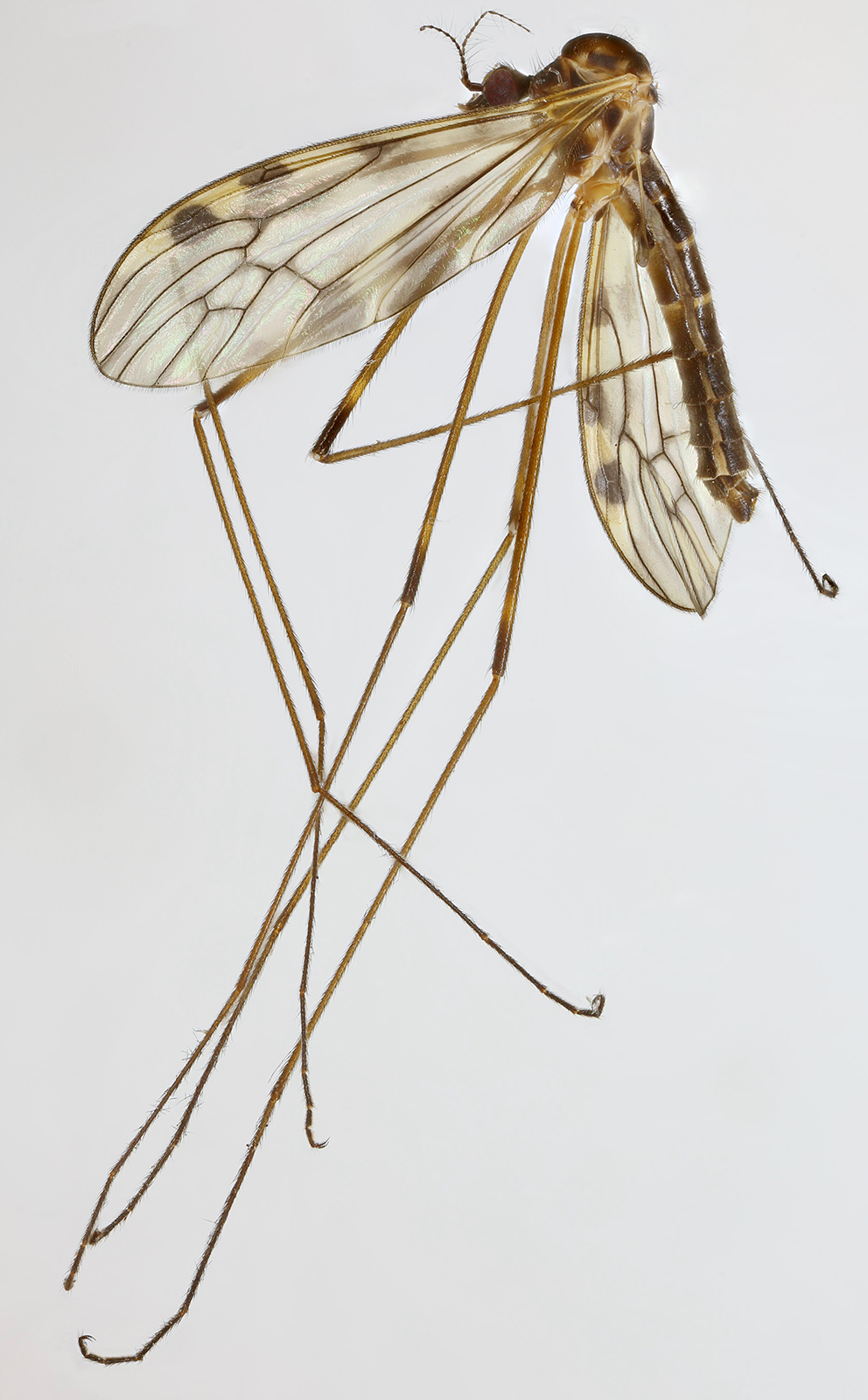
Limonia flavipes.
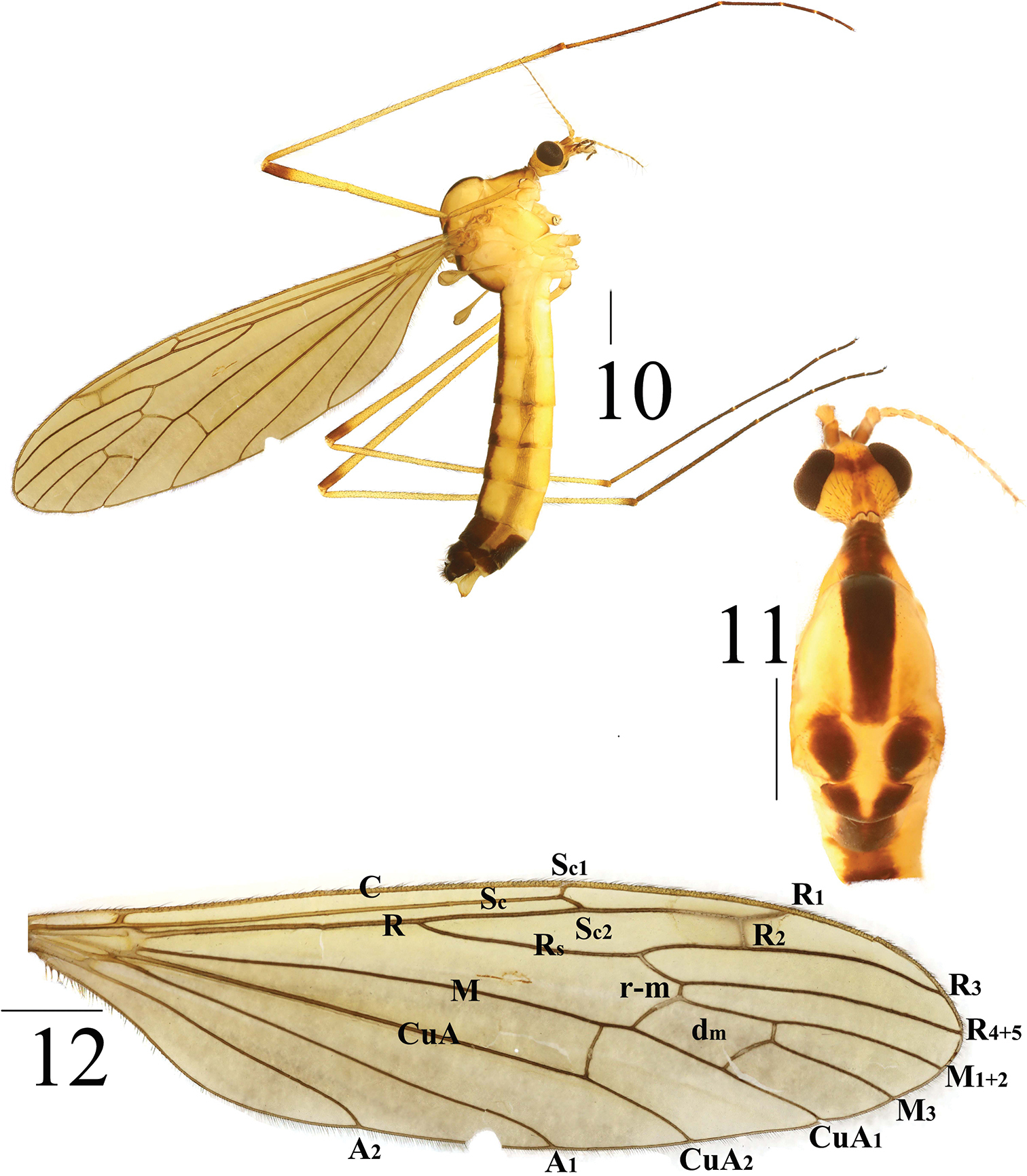
Limonia medexocha.
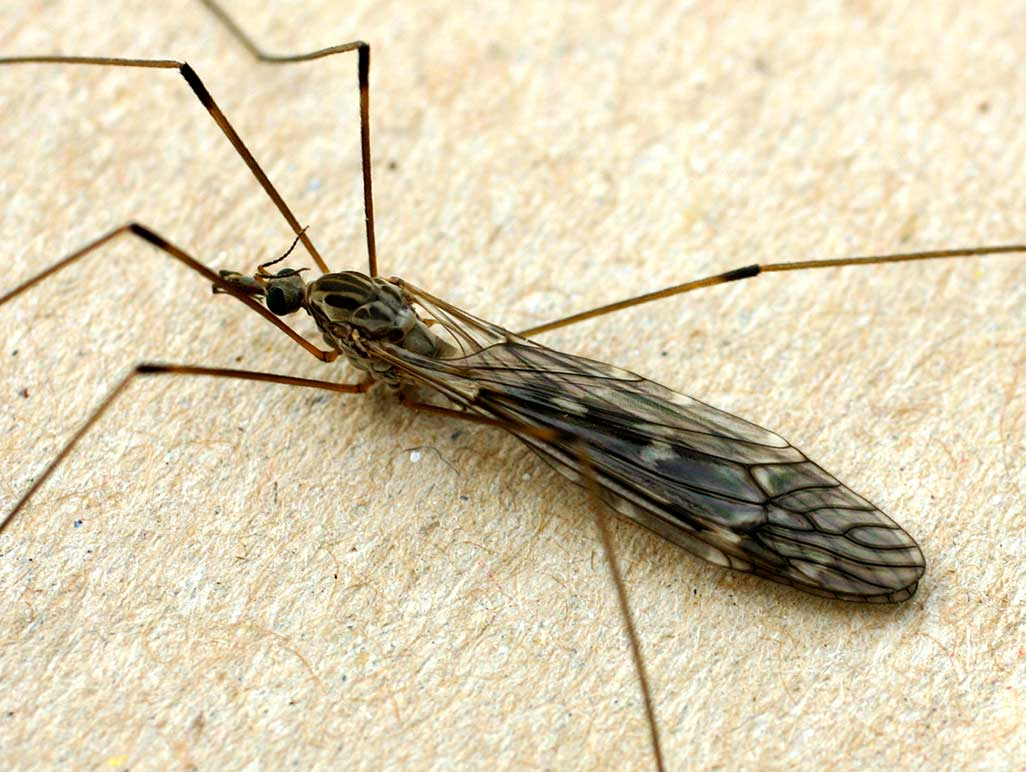
Limonia nubeculosa.
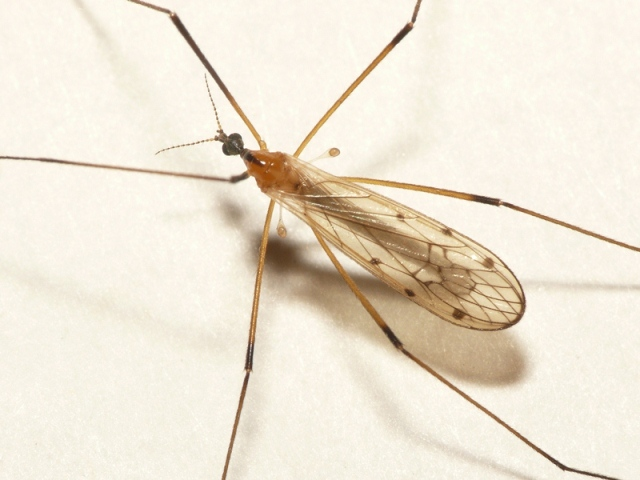
Limonia nigropunctata.
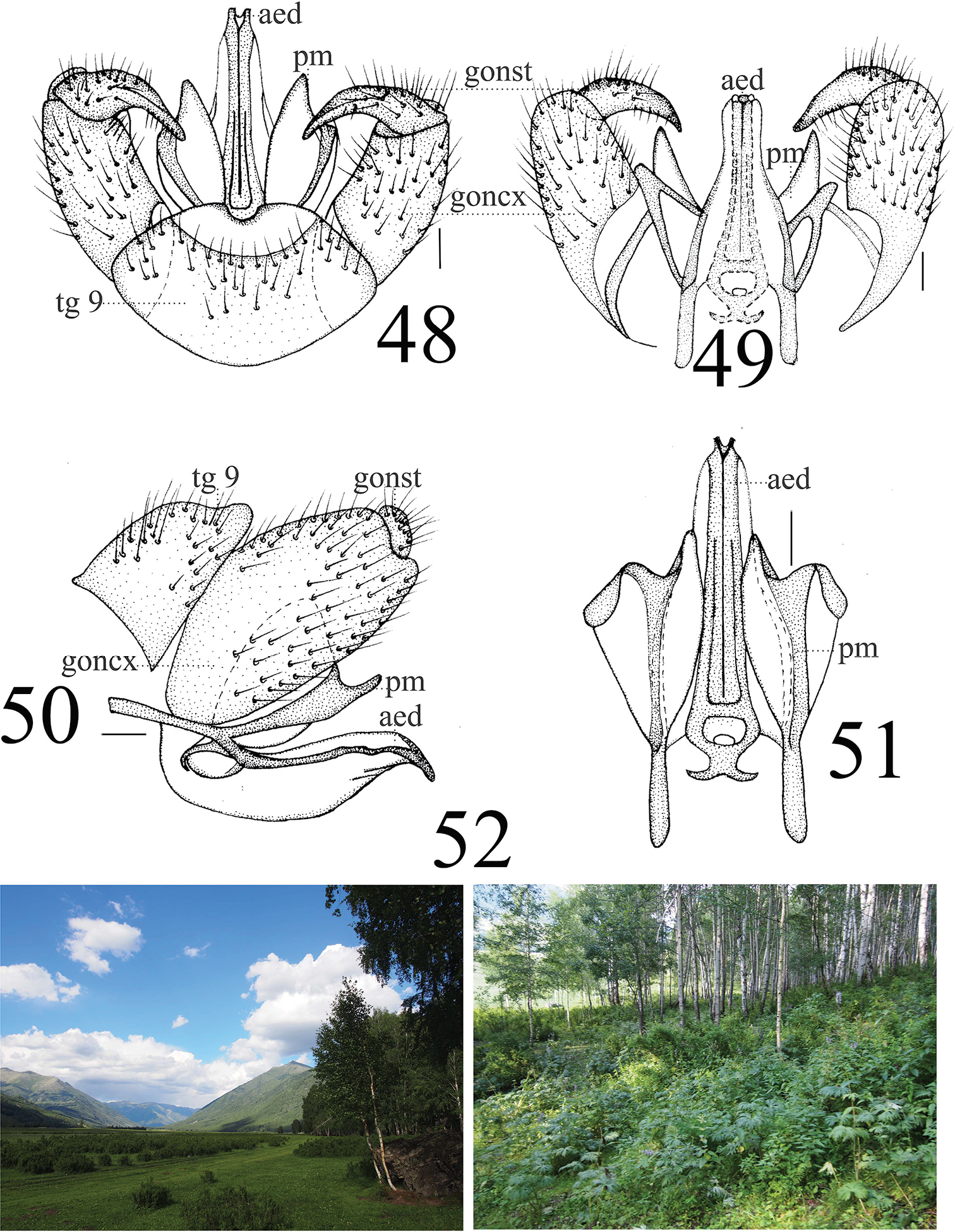
Limonia sylvicola.
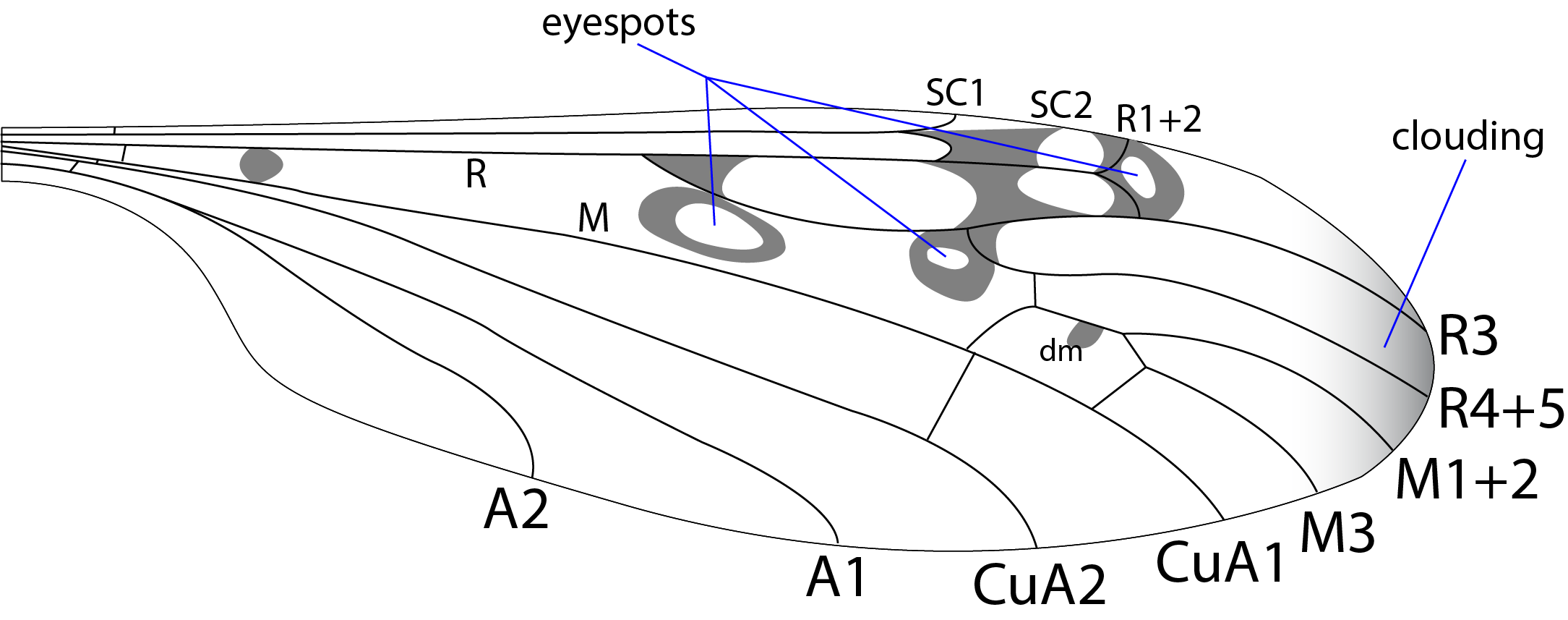
Limonia triocellata - aile
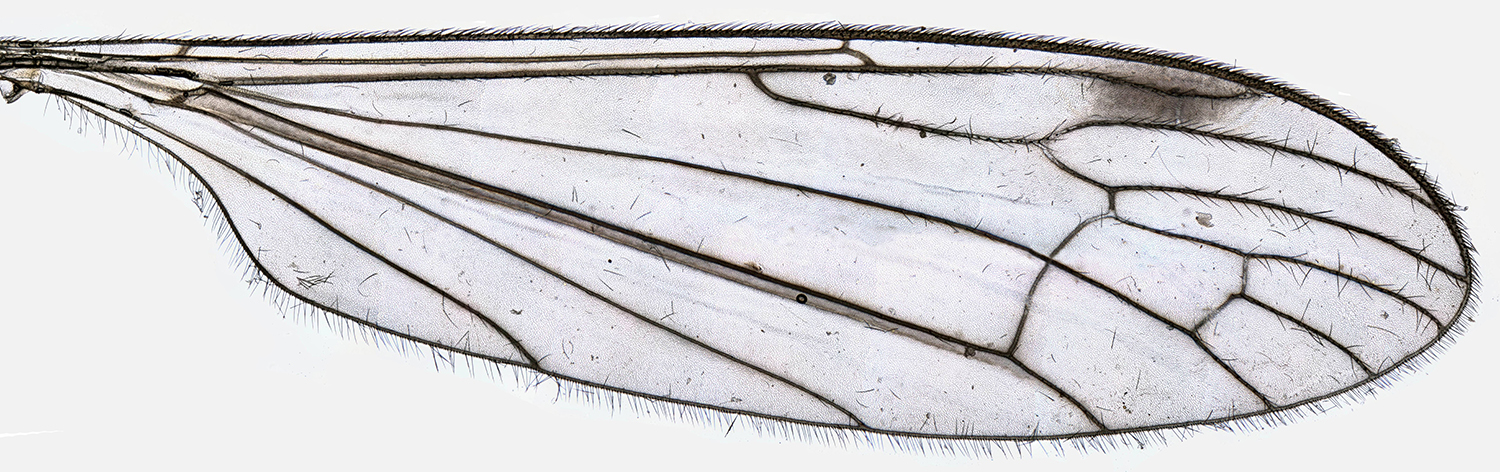
Limonia macrostigma - aile

### Ouvrages
- Nicolas Théobald, Les insectes fossiles des terrains oligocènes de France, Université de Nancy, coll. « Bulletin mensuel de la Société des Sciences de Nancy Mémoires de la Société des Sciences de Nancy », 1937, 473 p. (OCLC 786027547).